# Шеста пехотна дивизия (Гърция)
Шеста пехотна дивизия (на гръцки: VI Μεραρχία Πεζικού) е пехотна дивизия на Гръцката армия, съществувала от 1912 до 2003 година.

## Формиране
Дивизията е формирана по време на мобилизацията в 1912 година. През есента на 1912 година под командването при полковник Константинос Милиотис-Комнинос по време на Балканската и Междусъюзническата война. Дивизията е разпусната по време на Националния разкол. 
През септември 1916 година дивизията е сформирана под името Сярска дивизия (Μεραρχία Σερρών) от Временното правителство на националната отбрана, резултат от усилията му да набере своя собствена армия, която да се сражава заедно със Съюзниците на Македонския фронт. Целта на Временното правителство е  да създаде четири пехотни дивизии, които да бъдат набрани в районите, контролирани от него - Крит, островите в Егейско море и Македония. Сярската дивизия, под командването на полковник Николаос Христодулу, е първата сформирана дивизия от ограничените сили, които вече са на разположение на Временното правителство: останките от разпуснатия IV армейски корпус, избягали от българското настъпление и капитулацията на корпуса. Това са около 2500 офицери и мъже от 17-и и 18-и пехотен полк и  6-и планински артилерийски батальон на 6-а пехотна дивизия; 2/21 критски полк на 7-а пехотна дивизия и 7-и полеви артилерийски полк на IV корпус. Дивизията е попълнена от доброволци, както от Гърция, така и от гръцки общности в чужбина - Цариград, Мала Азия, Тракия и Додеканезите, както и новобранци, мобилизирани - понякога със сила - от Временното правителство.
1-ви серски полк под командването на майор Георгиос Маврудис е формиран от 17-ти и 2/21 полк, както и депото на 9-та пехотна дивизия. На 24 – 28 ноември дивизията се събира под френско командване в Боймица. На 1 декември два от нейните батальони заемат фронтови сектор при Маядаг. 2-ри серски полк под командването на майор Хараламбос Церулис формира два от своите батальони от хората на 18-ти полк, както и от Баталиона на Националната отбрана, който вече е разположен на фронта в сектора на река Струма. Останалата част от полка също отива в същия сектор, под британско командване. След като обаче атака на неговия 1-ви батальон в района на Кешишлък води до тежки загуби (13 убити и 104 ранени), целият полк е изтеглен от фронта и изпратен в района на Маядаг, като много хора дезертират. 3-ти серски полк е формиран от един батальон от 2/21 полк, един батальон от критски доброволци и един батальон от доброволци от Самос и Мала Азия. Формирането му се забавя и едва в края на годината цялата дивизия се събира на юг от Боймица.
През декември 1920 година дивизията е преименувана на 6-та пехотна дивизия. Дивизията участва в Гръцко-турската война (1919 – 1922) и в Италианско-гръцката война (1940 - 1941). Разформирована е след краха в битката за Гърция в 1941 година. В 1946 година е формирана отново от 25-а, 26-а и 27-а бригада като част от III армейски корпус. В периода 1960 – 1998 година дивизията влиза в състава на II армейски корпус. Първоначално е базирана в Кавала, а от 1952 година до разформироването си през 2003 година е базирана в Кукуш (Килкис).